# Roman Gąsienica-Sieczka
Roman Gąsienica-Sieczka (ur. 30 kwietnia 1934 w Zakopanem, zm. 26 sierpnia 2006 tamże) – polski skoczek narciarski, olimpijczyk, wicemistrz Polski, były rekordzista Wielkiej Krokwi, skrzypek.

## Kariera zawodnicza
Jako dziecko wraz z rówieśnikami oddawał skoki na niewielkiej, wybudowanej ze śniegu skoczni.
Po II wojnie światowej rozpoczął karierę, wstępując do klubu Sokół Zakopane, wkrótce jednak przeszedł do Harcerskiego Klubu Narciarskiego Zakopane. W 1948 młodzież zakopiańska zorganizowała turniej narciarski. W pierwszym dniu rozegrano slalom gigant, w którym zwyciężył właśnie Gąsienica-Sieczka. Następnie odbył się konkurs skoków narciarskich na amatorskiej skoczni „Trupiarze”, której zeskok przebiegał nad drogą. W treningu Gąsienica-Sieczka był drugi, w konkursie również zajął drugie miejsce (na czterech zawodników). W 1949 przeszedł do klubu AZS Zakopane, zajął pierwsze miejsce w otwartym konkursie skoków na Małej Krokwi, gdzie skoczył 45 m i 44 m. Następnie czterokrotnie zdobywał tytuł mistrza polski juniorów w skokach narciarskich.
W 1952 doznał upadku na skoczni, a następnie doznał kontuzji łąkotki, co wykluczyło go z uprawiania skoków na dwa lata.
W sezonie 1956/1957 reprezentował WKS Zakopane. W 1956 roku został wicemistrzem Polski w skokach narciarskich, a rok później zdobył brązowy medal. W tym samym roku zwyciężył w zawodach we włoskim Gallio oraz zajął 9. miejsce w próbie przedolimpijskiej. 2 kwietnia 1956 zwyciężył w wielkanocnym konkursie skoków na Wielkiej Krokwi, skacząc na 78 i 84,5 m. Następnie ustanowił nowy nieoficjalny rekord tej skoczni - pokonał odległość 93,5 metra.
Na Zimowych Igrzyskach Olimpijskich 1956 w Cortina d’Ampezzo zajął 25. miejsce na 51 startujących zawodników, po skokach na 101,5 m i 88 m.
W następnym roku wystąpił w zawodach rangi FIS m.in. w St. Moritz, Lahti, Arosa i Winterthur. Zajął trzecie miejsce w Pucharze Marszałka Montgomerego i 6. pozycję w Turnieju Szwajcarskim.
24 października 1957 na skoczni w Harrachovie doznał wypadku na rozbiegu, upadając i zawisając na drucie, który rozerwał jego nogę. Był hospitalizowany w tamtejszym szpitalu, gdzie pojawiły się komplikacje w postaci krwotoków. Został następnie przetransportowany do kraju, gdzie doszło do martwicy i stopa została amputowana. Po półtora roku wyszedł z kliniki i zajął się stolarką.
Został pochowany na Nowym Cmentarzu przy ul. Nowotarskiej w Zakopanem (kw. K2-16-9).

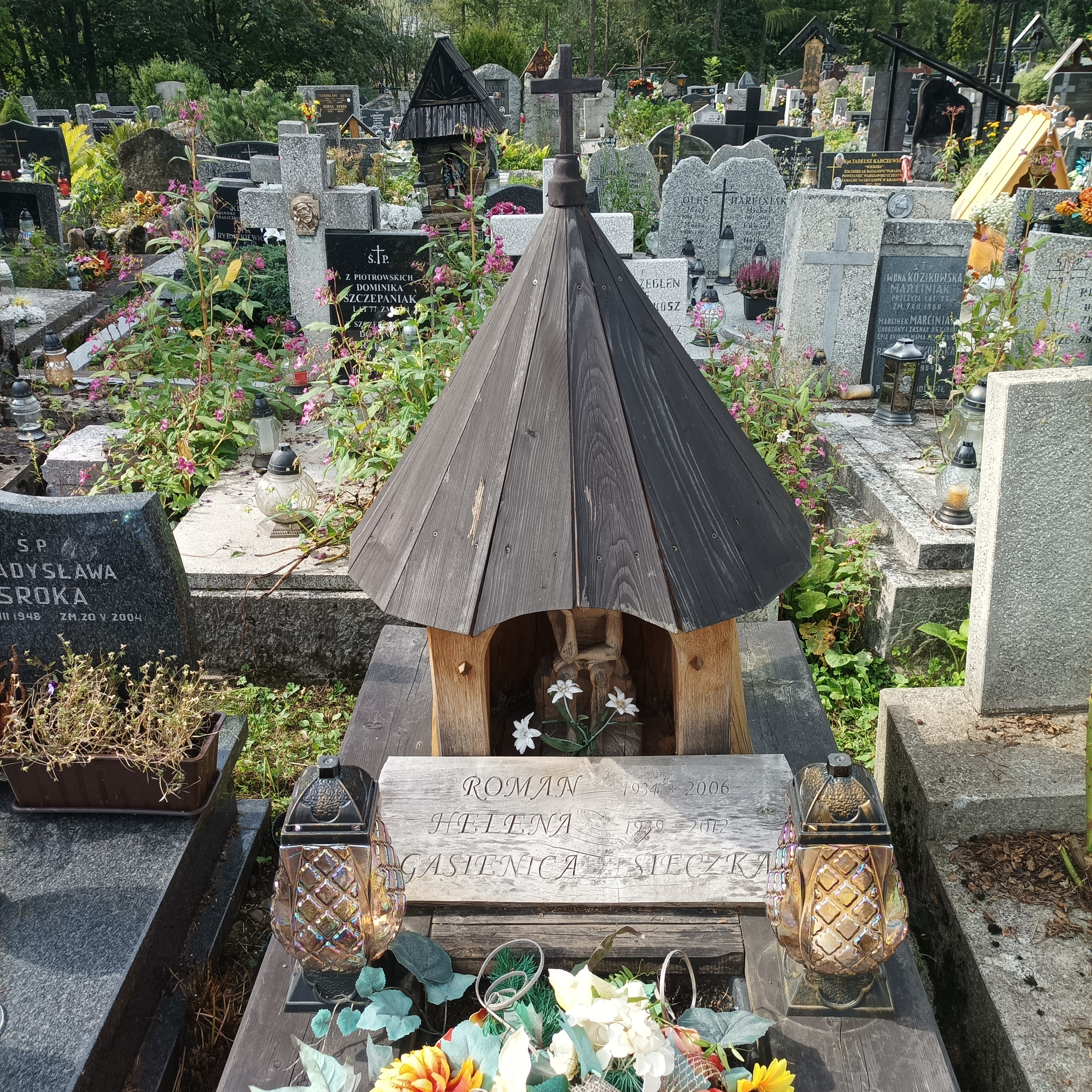
Grób Romana Gąsienicy-Sieczki na Nowym Cmentarzu w Zakopanem

## Osiągnięcia

### Igrzyska olimpijskie
| Miejsce | Dzień    | Rok  | Miejscowość       | Skocznia   | Konkurs                         | Skok 1  | Skok 2 | Nota      | Strata   | Zwycięzca       |
| ------- | -------- | ---- | ----------------- | ---------- | ------------------------------- | ------- | ------ | --------- | -------- | --------------- |
| 25.     | 5 lutego | 1956 | Cortina d’Ampezzo | Italia K90 | Skocznia normalna indywidualnie | 101,5 m | 88,0 m | 189,5 pkt | 37,5 pkt | Antti Hyvärinen |

### Turniej Czterech Skoczni
| 4. Turniej Czterech Skoczni |                        |           |               |       |
| Oberstdorf                  | Garmisch-Partenkirchen | Innsbruck | Bischofshofen | klas. |
| -                           | -                      | 23        | -             | ?     |

### Sukcesy krajowe
- wicemistrz Polski w skokach: 1956[6]
- brązowy medalista MP w skokach: 1957[6]
- czterokrotny mistrz Polski juniorów w skokach

## Życie prywatne
Był synem Stanisława Gąsienicy-Sieczki, mężem Heleny i ojcem Bartłomieja, również skoczka. Ukończył Technikum Mechaniczne w Zakopanem, jako konserwator maszyn. Był też skrzypkiem, pracował jako instruktor w zespole przy Szkole Podstawowej w Kościelisku. Założył własną grupę muzyczną Polaniorze. Był członkiem Związku Podhalan, uczestniczył w zebraniach Domu Ludowego w Kościelisku. Szkolił w grze na skrzypcach wokalistę Zakopower, Sebastiana Karpiela-Bułeckę.